# Findling am Ebersberg

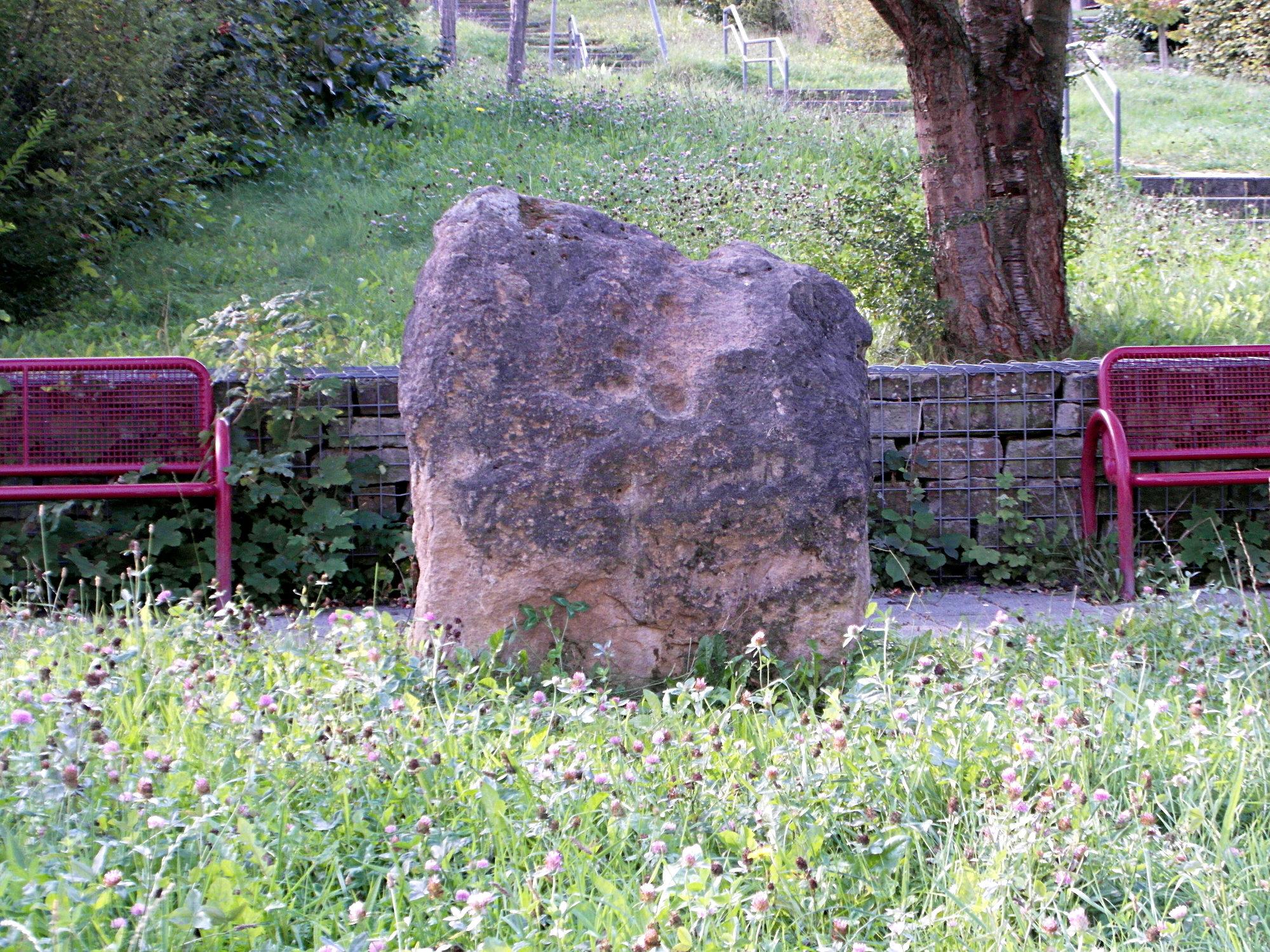
Der Findling

Der Findling am Ebersberg ist ein ehemaliges Naturdenkmal in Springe in der Region Hannover in Niedersachsen.

## Geschichte
Der Findling liegt in einer kleinen Grünanlage an der Straße Kurzer Ging im Nordwesten der Stadt Springe am Hang des Ebersbergs, eines Teils des Deisters. Er wurde am 25. März 1968 vom damaligen Landkreis Springe als „großer Findling mit heimatkundlicher Bedeutung“ als Naturdenkmal unter Schutz gestellt. Bei der Auflösung des Landkreises Springe ging die Zuständigkeit am 1. März 1974 an den Landkreis Hannover und mit dessen Eingliederung am 1. November 2001 an die Region Hannover über. Am 3. Mai 2005 wurde die Verordnung zur Sicherung des zuletzt als Naturdenkmal H 105 bezeichneten Findlings aufgehoben. Begründet war dies mit der Erkenntnis, es handele sich „nicht um einen Granit aus Urgestein, sondern um einen Sandstein“.